# Noah Augustine
Pour les articles homonymes, voir Augustine.
Noah Augustine (Red Bank, 1971 - Red Bank, 2010) était un écrivain et un homme politique canadien, militant pour les droits des Amérindiens et chef de la première nation micmacque de Metepenagiag.

## Biographie

### Origines
Noah Augustine est né le 10 février 1971 à Red Bank, dans la communauté de Metepenagiag, au Nouveau-Brunswick. Il a quatre sœurs et trois frères.

### Carrière
En 1994, Noah Augustine « prend le taureau par les cornes » et décide de s'attaquer à l'abus de médicaments dans la communauté, effectuant lui-même une étude auprès de 90 % de la population. Cette initiative lui vaut toutefois plusieurs menaces des revendeurs de drogue. Plus tard la même année, il tente tout de même de se faire élire chef de la première nation de Metepenagiag en 1994 mais perd par trois voix.
Craignant des représailles des revendeurs de drogue, il déménage à Fredericton, où il accepte un emploi au ministère du Développement économique et du Tourisme du Nouveau-Brunswick. Il étudie également les sciences politiques à l'Université Saint Thomas. Il devient l'un des instructeurs en prévention du suicide les plus en vue au pays, donnant des formations aux agents de la Gendarmerie royale du Canada et aux prisonniers.
Il est cofondateur de la Native Loggers Business Association. Il est un chef de file dans la dispute concernant les droits de coupe ancestraux avec le gouvernement provincial à la fin des années 1990.
En 1997, il est plaide coupable de voie de fait sur un policier mais est pardonné. Le 18 septembre 1998, il tue un homme de 41 ans d'Eel Ground, Bruce Barnaby, en faisant feu sur lui à deux reprises. Il s'enfuit ensuite en Floride avec une autre personne mais ils reviennent au Nouveau-Brunswick en 1999 pour faire face à une accusation de meurtre au second degré. Il clame la légitime défense, affirmant que Bruce Barnaby allait l'attaquer avec un couteau. Le jury accepte sa version des faits et il est acquitté. Il affirme qu'il regrettera cet événement pour le restant de ses jours.
À partir de 2000, il écrit une chronique sur les questions amérindiennes dans le quotidien Times & Transcript. Toujours en 2000, il est conseiller de la première nation de Burnt Church dans un conflit de pêche avec la Gendarmerie royale du Canada et Pêches et Océans Canada, durant la crise de Burnt Church. Il est aussi conseiller de l'Assemblée des Premières Nations.
Il est élu chef de la première nation de Metepenagiag en juillet 2004, lors d'une élection partielle organisée à la suite du décès accidentel du chef Michael Augustine en 2003 à Bouctouche. L'une de ses principales réalisations est la construction du parc Heritage, un projet de 7,5 millions $ sur l'histoire micmacque. Il s'implique aussi dans le projet d'une usine de gazéification de plasma et d'un salon de jeu. Il est aussi président de l'Union des amérindiens du Nouveau-Brunswick et coprésident de l'Atlantic Policy Congress of First Nations Chiefs. Il est défait dans sa tentative de se faire réélire, en mai 2010, par 14 voix face à Freeman Ward. Il continue par contre son implication dans l'APC. Selon le conseiller Patrick Ward, sa défaite est dû au trop grand nombre de projets n'ayant pas abouti.
Avec Bud Bird, il fonde le First Nations and Business Liaison Group, facilitant les relations entre les premières nations et les hommes d'affaires de la province.
Il est conjoint de fait avec Micheline Léger et le couple a quatre enfants: Zachary Simonson, né vers 1992, Chelsea Karasak, née vers 1998, Corrine, et Adèle, issue d'un mariage précédent.

### Décès et honneurs
Il meurt à l'âge de 39 ans dans un accident le 13 novembre 2010, lorsque son véhicule, un camion Dodge, percute un arbre sur la route 420, près de Metepenagiag, avant de tomber dans un profond fossé. Selon la Gendarmerie royale du Canada, l'alcool et la vitesse, liée au fait que Noah Augustine ne portait pas de ceinture de sécurité, seraient en cause. La police profite d'ailleurs de l'événement pour rappeler l'importance de respecter le code de la route. Un passager âgé de 28 ans, Dallas Augustine, portait une ceinture de sécurité et survit à l'accident mais est hospitalisé.
Les funérailles ont lieu à l'église St. Thomas the Apostle de Red Bank le 18 novembre suivant. L'église est remplie à pleine capacité et les funérailles sont diffusées sur un écran dans le presbytère. À la cérémonie assiste notamment le lieutenant gouverneur du Nouveau-Brunswick, Graydon Nicholas, le premier ministre, David Alward, la sénatrice Sandra Lovelace Nicholas et l'ancien député Bud Bird. Il est enterré dans le cimetière attenant à l'église.
Graydon Nicolas affirme que son poème Child of a Burning Legacy est si inspirant qu'il devrait être enseigné à l'école.